# Тагиг
Тагиг (таг. Lungsod ng Taguig) — город на Филиппинах, входящий в Манильскую агломерацию. Население на 2007 год — 613 343 человека. Расположен на западном берегу озера Лагуна-де-Бай.

## История

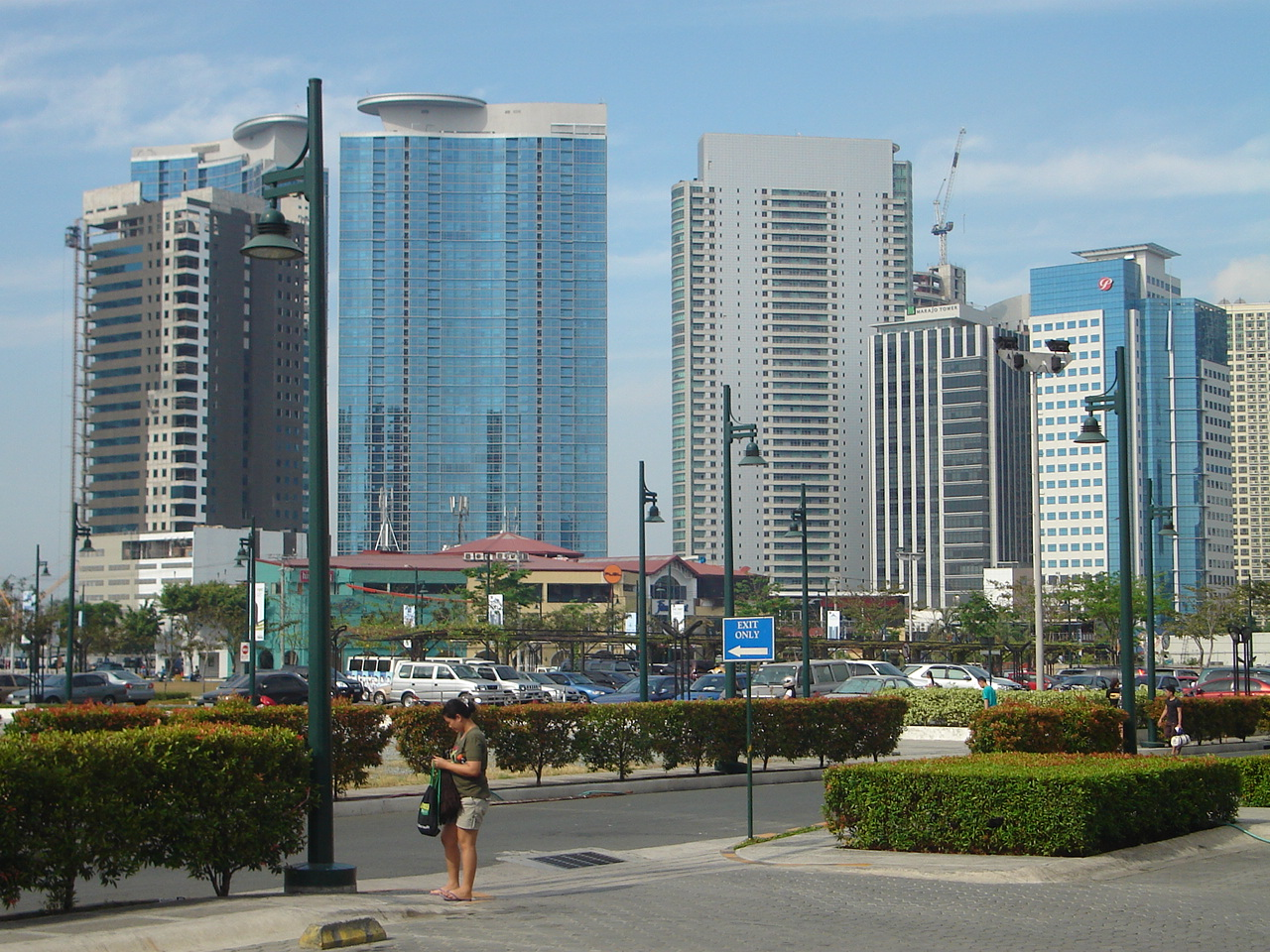
Форт-Бонифасио

До прихода европейцев Тагиг входил в мусульманское государство со столицей в Тондо. Археологические находки также показывают, что на территории современного города были и китайские поселения. После окончательного захвата испанцами острова Лусон в 1571 году Тагиг стал одной из первых областей, обращённых в христианство. Между 1582 и 1583 годами Тагиг был приписан к городу Тондо, а в 1587 году получил статус города в провинции Манила. С 1587 по 1588 год его мэром (капитаном) был Хуан Баси. Население города в это время составляло 800 человек, а основным транспортным путём была река Пасиг. Основным занятием мужчин было рыболовство, женщин — ткачество.
Известно, что жители Тагига неоднократно участвовали в анти-испанских выступлениях, в частности, они поддержали в 1898 году революционную армию Эмилио Агинальдо.
29 марта 1900 года, после начала американской оккупации Филиппин, Тагиг стал независимым муниципалитетом. В 1901 году он был включён в новосозданную провинцию Ризаль, и до 1918 года прошёл через серию объединений и разделений с соседними городами. С 1902 по 1949 год часть территории города, Форт-Маккинли, была отчуждена и занята американской военной базой. Во время войны Форт-Маккинли, как и весь остров, был оккупирован японской армией. В 1957 году Форт-Маккинли был передан Генеральному Штабу армии Филиппин и переименован в Форт-Бонифасио.

## Достопримечательности
- Кладбище национальных Героев, пантеон умерших президентов, политиков, национальных героев, участников борьбы за независимость Филиппин, народных художников, артистов, учёных и других выдающихся филиппинцев.